# K5 League Gwangju 2020
Die K5 League Gwangju 2020 war die erste Spielzeit als höchste Amateurspielklasse und die erste Spielzeit insgesamt im südkoreanischen Fußball gewesen. Die Saison begann am 16. Mai und endete am 18. Oktober 2020. Anschließend folgten die Play-off-Spiele.

## Teilnehmer und ihre Spielstätten
| Team                   | Stadt                  | Heimstadion                                 | In der Liga seit       | Vorjahresplatzierung         |                        |
| K5 League Gwangju 2020 | K5 League Gwangju 2020 | K5 League Gwangju 2020                      | K5 League Gwangju 2020 | K5 League Gwangju 2020       | K5 League Gwangju 2020 |
| ---------------------- | ---------------------- | ------------------------------------------- | ---------------------- | ---------------------------- | ---------------------- |
| Bukgu Baekho FC        | Gwangju Buk-gu         | Boramae-3. Sportplatz Gwangju-Fußballcenter | 2020                   | Aufsteiger aus der K6 League |                        |
| Bukgu Byeogok FC       | Gwangju Buk-gu         | Boramae-3. Sportplatz Gwangju-Fußballcenter | 2020                   | Aufsteiger aus der K6 League |                        |
| Gwangju Marines FC     | Gwangju Buk-gu         | Boramae-3. Sportplatz Gwangju-Fußballcenter | 2020                   | 2. Platz                     |                        |
| Seogu Hwajeong FC      | Gwangju Seo-gu         | Boramae-3. Sportplatz Gwangju-Fußballcenter | 2020                   | Aufsteiger                   |                        |
| Gwangju Hyochang FC    | Gwangju Seo-gu         | Boramae-3. Sportplatz Gwangju-Fußballcenter | 2020                   | Staffelsieger                |                        |
| Namgu Inter FC         | Gwangju Nam-gu         | Boramae-3. Sportplatz Gwangju-Fußballcenter | 2020                   | Aufsteiger                   |                        |

## Reguläre Saison
| Pl. | Verein                       | Sp. | S | U | N | Tore    | Diff. | Punkte |
| --- | ---------------------------- | --- | - | - | - | ------- | ----- | ------ |
| 1.  | Seogu Hwajeong FC (N)        | 10  | 8 | 1 | 1 | 042:130 | +29   | 25     |
| 2.  | Gwangju Marines FC (U)       | 10  | 8 | 0 | 2 | 039:110 | +28   | 24     |
| 3.  | Gwangju Hyochang FC (M), (U) | 10  | 5 | 2 | 3 | 031:130 | +18   | 17     |
| 4.  | Bukgu Baekho FC (N)          | 10  | 4 | 1 | 5 | 015:250 | −10   | 13     |
| 5.  | Namgu Inter FC (N)           | 10  | 2 | 0 | 8 | 016:600 | −44   | 06     |
| 6.  | Bukgu Byeogok FC (N)         | 10  | 1 | 0 | 9 | 011:320 | −21   | 03     |

| Zum 10. Spieltag:                                                                                           |                                                            |  |  |
| Qualifikation zur K5-League-Meisterschaft und Qualifikation zum Korean FA Cup 2021 Abstieg in die K6 League |                                                            |  |  |
| |                                                            |  |  |
| Zum Saisonende 2019:                                                                                        |                                                            |  |  |
| (M) | Vorjahres Staffelsieger                                    |  |  |
| (N) | Aufsteiger aus der K6 League                               |  |  |
| (U) | Umgruppiert aus der K5 League Gwangju/Jeollanam-do-Staffel |  |  |

## Statistik

### Torschützenliste
Bei gleicher Anzahl von Treffern sind die Spieler alphabetisch geordnet.
| 01                       | Korea Sud |  |  |
| Stand: Saisonbeginn 2020 |           |  |  |

### Kreuztabelle
Die Kreuztabelle stellt die Ergebnisse aller Spiele dieser Saison dar. Die Heimmannschaft ist in der linken Spalte, die Gastmannschaft in der oberen Zeile aufgelistet.
| 2020                | GHG | GMS  | NIR | HFC  | BBK | BBO |
| ------------------- | --- | ---- | --- | ---- | --- | --- |
| Gwangju Hyochang FC |     | 2:3  | 3:0 | 3:4  | 4:0 | 1:1 |
| Gwangju Marines FC  | 2:0 |      | 4:0 | 3:1  | 2:0 | 0:1 |
| Namgu Inter FC      | 0:3 | 1:10 |     | 0:11 | 3:2 | 2:4 |
| Seogu Hwajeong FC   | 1:1 | 3:2  | 9:1 |      | 4:2 | 0:1 |
| Bukgu Byeogok FC    | 0:3 | 0:5  | 5:1 | 1:6  |     | 2:3 |
| Bukgu Baekho FC     | 0:3 | 3:8  | 1:6 | 1:2  | 1:0 |     |